# Olech Szczepski

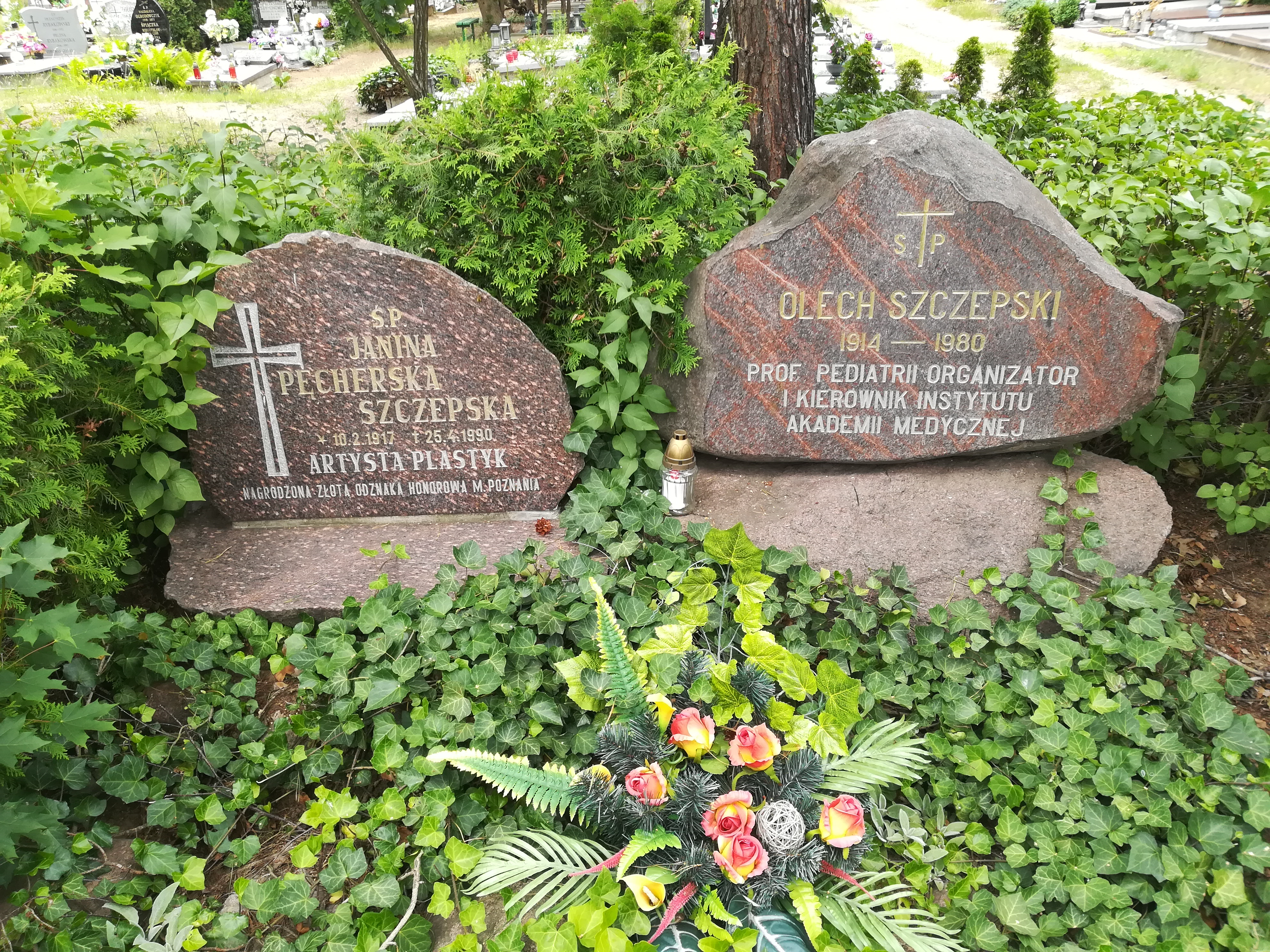
Grób małżeństwa Szczepskich na Cmentarzu Junikowo w Poznaniu

Olech Szczepski (ur. 17 kwietnia 1914 w Poznaniu, zm. 24 czerwca 1980 tamże) – polski lekarz, pediatra, wykładowca Akademii Medycznej w Poznaniu, rektor w latach 1962–1964, doktor honorowy macierzystej uczelni od 1975 roku, członek rzeczywisty Polskiej Akademii Nauk. Kombatant II wojny światowej, uczestnik kampanii wrześniowej, walk o Tobruk i bitwy o Monte Cassino.

## Biografia
Olech Szczepski był synem Czesława, poznańskiego drukarza i działacza patriotycznego, właściciela drukarni i księgarni „Ostoja”, oraz Jadwigi z Żurkowskich. W latach 1923–1932 uczęszczał do Gimnazjum św. Marii Magdaleny. Po złożeniu egzaminu dojrzałości rozpoczął studia na Wydziale Lekarskim Uniwersytetu Poznańskiego. Dyplom lekarza uzyskał w czerwcu 1938 roku i po krótkim okresie praktyki w Szpitalu Miejskim w Poznaniu został powołany do odbycia obowiązkowej służby wojskowej, najpierw w Szkole Podchorążych Sanitarnych, następnie w 3. Pułku Lotniczym. 24 sierpnia 1939 roku otrzymał przydział mobilizacyjny jako lekarz do 32. eskadry rozpoznawczej, stacjonującej na lotnisku polowym w Sokolnikach.
W pierwszych dniach walk we wrześniu 1939 roku 32. eskadra prowadziła działania na rzecz Armii „Łódź”. 7 września jej rzut kołowy z punktem sanitarnym został ewakuowany za Wisłę, a po rozwiązaniu jednostki skierowany w stronę granicy rumuńskiej, następnie węgierskiej. 19 września przekroczył Przełęcz Tatarską, po czym został internowany i osadzony w obozie w Egerze, a od października w Bánréve. 19 grudnia Olech Szczepski uciekł z obozu i przez Budapeszt, granicę jugosłowiańską, Zagrzeb i Belgrad dotarł do Aten. 19 stycznia 1940 roku odpłynął do Marsylii na statku „Warszawa”, a 30 stycznia ponownie wstąpił do Wojska Polskiego. W kwietniu otrzymał przydział jako lekarz do Brygady Strzelców Karpackich i 1 maja odpłynął do Bejrutu. Po upadku Francji wraz z Brygadą ewakuował się do Palestyny. Po relokacji do Egiptu, w grudniu 1940 roku został lekarzem obozu jenieckiego nr 2 pod Aleksandrią. Pomiędzy styczniem a lipcem 1941 roku był lekarzem w II batalionie stacjonującym w obozie w Agami i obsadzającym umocnienia w Marsa Matruh.
23 lipca 1941 roku został oddelegowany na oddział chirurgiczny Polskiego Szpitala Wojskowego w Aleksandrii, w sierpniu powrócił do II batalionu, z którym został morzem przetransportowany do Tobruku. Prowadził tam batalionowy punkt opatrunkowy. Rozkazem z dnia 20 października 1941 roku został awansowany do stopnia podporucznika. Po odblokowaniu twierdzy uczestniczył w dalszym szlaku bojowym Brygady, aż do jej wycofania na tyły w marcu 1942 roku. W maju, w trakcie formowania 3. Dywizji Strzelców Karpackich, został przydzielony do oddziału sanitarnego 2. Brygady. Pełnił też funkcję oficera oświatowego. Po okresie szkolenia w Syrii i Iraku, pod koniec 1943 roku został wysłany na front włoski. Podczas walk o Monte Cassino był przydzielony do batalionowego punktu opatrunkowego w tzw. domku doktora, następnie do punktu opatrunkowego III batalionu, gdzie zastąpił Adama Majewskiego. Po zdobyciu wzgórza kontynuował działania z 3. Dywizją. We wrześniu rozpoznano u niego malarię. Po wyleczeniu powrócił do oddziału, kończąc swój szlak bojowy zdobyciem Bolonii. Wojnę zakończył jako dowódca plutonu sanitarnego w stopniu porucznika, odznaczony między innymi dwukrotnie Krzyżem Walecznych, Medalem Wojska i Krzyżem Pamiątkowym Monte Cassino, brytyjskimi War Medal, Defence Medal, Africa Star i Italy Star, oraz włoskim Croce al merito di guerra. Jego wspomnienia z tego okresu, zatytułowane Moja wojna. Od Warty do Padu, ukazały się w 2003 roku nakładem Wydawnictwa Naukowego Uniwersytetu Medycznego w Poznaniu.
Po pobycie we Włoszech (do 1946 roku) i w Wielkiej Brytanii, 27 października 1947 roku powrócił do kraju. 1 marca 1948 roku rozpoczął, jako asystent-wolontariusz, pracę w Katedrze i Klinice Chorób Dziecięcych Uniwersytetu Poznańskiego, kierowanej przez profesora Karola Jonschera. Od 1 września 1949 roku pełnił funkcję młodszego, od 1 stycznia 1950 roku starszego asystenta. 2 lipca 1949 roku uzyskał stopień doktora nauk medycznych, na podstawie pracy Leczenie streptomycyną ostrych, pierwotnych postaci gruźlicy dziecięcej. We wrześniu 1951 roku został dyrektorem szpitala zakaźnego przy ul. Mickiewicza w Poznaniu, gdzie w okresie epidemii choroby Heinego-Medina zorganizował 200-łóżkowy oddział dla chorych dzieci. Od stycznia 1953 roku powrócił na etat starszego asystenta w Klinice Chorób Dziecięcych. W tym samym roku uzyskał habilitację i specjalizację II stopnia z pediatrii, 1 maja 1954 roku otrzymał stanowisko adiunkta, 30 marca 1955 roku tytuł docenta. Pomiędzy marcem a majem 1956 roku pełnił obowiązki kierownika Katedry i Kliniki Chorób Dziecięcych Akademii Medycznej w Białymstoku, na czas choroby profesora Andrzeja Kańskiego.
15 grudnia 1956 roku powołana została w Poznaniu II Klinika Chorób Dzieci, której organizację i kierownictwo powierzono Olechowi Szczepskiemu. W 1960 roku został wybrany dziekanem Wydziału Lekarskiego Akademii Medycznej, w 1961 roku otrzymał stanowisko profesora nadzwyczajnego, zaś w 1962 roku został wybrany rektorem Akademii Medycznej. 30 grudnia 1966 roku otrzymał tytuł profesora zwyczajnego nauk medycznych. W 1968 roku został pełnomocnikiem Ministra Zdrowia i Opieki Społecznej ds. Instytutu Pediatrii w Krakowie i kierował nim do końca czerwca następnego roku. Po powrocie do Poznania został dyrektorem powstającego tam Instytutu Pediatrii, którego otwarcie nastąpiło w 1972 roku. 6 stycznia 1975 roku Akademia Medyczna w Poznaniu nadała mu tytuł doktora honoris causa. W 1976 roku został członkiem rzeczywistym Polskiej Akademii Nauk, od 1977 roku był przewodniczącym Rady Naukowej Centrum Zdrowia Dziecka.
Jego dorobek naukowy obejmuje około 200 opublikowanych prac, współautorstwo podręczników Zarys pediatrii, Propedeutyka pediatrii, Rentgenodiagnostyka urologiczna wieku dziecięcego oraz Endokrynologia wieku rozwojowego. Był promotorem 37 prac doktorskich i opiekunem dziewięciu habilitacji. Należał do Polskiego Towarzystwa Lekarskiego, Polskiego Towarzystwa Pediatrycznego, Polskiego Towarzystwa Endokrynologicznego, Poznańskiego Towarzystwa Przyjaciół Nauk. Został odznaczony między innymi Krzyżem Kawalerskim (1967) i Oficerskim (1974) Orderu Odrodzenia Polski, Medalem Komisji Edukacji Narodowej (1974), Medalem PAN im. Mikołaja Kopernika (1975), Odznaką Honorową Miasta Poznania (1964) oraz Orderem Uśmiechu (1974).
Zmarł w wyniku nowotworu wątroby 24 czerwca 1980 roku i został pochowany w Alei Zasłużonych Cmentarza Junikowskiego.